# Sveriges ambassad i Kinshasa
Sveriges ambassad i Kinshasa är Sveriges diplomatiska beskickning i Kongo-Kinshasa som är belägen i landets huvudstad Kinshasa. Beskickningen består av en ambassad, ett antal svenskar utsända av Utrikesdepartementet (UD) och lokalanställda. Ambassadör sedan 2024 är Joakim Vaverka. Ambassadören är idag sidoackrediterad i Centralafrikanska republiken, Gabon, Kamerun och Kongo-Brazzaville.

## Ambassaden
Den svenska ambassaden ligger ett stenkast från Kongofloden i stadsdelen Gombe.

## Residenset
Ambassadörsresidenset består av en vitputsad villa som ligger på adressen Avenue Trois Z i stadsdelen Kalina. Den svenska beskickningen hyrde denna villa redan 1959 i Kinshasa (då Léopoldville). Svenska staten köpte fastigheten 1963. Tvåplansvillan ligger på en tomt på 1 752 km² ett kvarter från en flod på en gata med många ambassader. Residenset har stora terrasser under tak och halvcirkelformade rum för både boende och representation. Statens fastighetsverk (SFV) renoverade hela fastigheten år 2000 då både kök och badrum gjordes om helt medan övriga rum fräschades upp grundligt. År 2013 påbörjade man igen en omfattande renovering.

## Verksamhet
Relationerna mellan Kongo-Kinshasa och Sverige ska breddas och fördjupas genom ambassadens arbete. Ambassaden genomför det svenska internationella biståndet till Kongo-Kinshasa och verkar för utökad handel och fler investeringar. Man ger också ge författningsenlig service till svenska och nordiska medborgare samt stärker sverigebilden i landet. Den konsulära verksamheten omfattar passansökningar, medborgarskapsfrågor samt frågor om uppehålls- och arbetstillstånd till Sverige.

## Beskickningschefer
| Namn                  | Period    | Funktion   | Anmärkning                                                                            |
| --------------------- | --------- | ---------- | ------------------------------------------------------------------------------------- |
| Bengt Rösiö           | 1961–1962 | Konsul     |                                                                                       |
| Axel Lewenhaupt       | 1962–1963 | Ambassadör |                                                                                       |
| Dag Malm              | 1964–1967 | Ambassadör |                                                                                       |
| Olof Bjurström        | 1967–1971 | Ambassadör |                                                                                       |
| Henrik Ramel          | 1971–1976 | Ambassadör | Sidoackrediterad till Brazzaville, Libreville, Yaoundé och Malabo.                    |
| Ragnar Petri          | 1976–1979 | Ambassadör | Sidoackrediterad till Brazzaville, Libreville och Yaoundé från 1977.                  |
| Karl Henrik Andersson | 1979–1984 | Ambassadör |                                                                                       |
| Olof Skoglund         | 1985–1990 | Ambassadör | Placerad i Stockholm.                                                                 |
| Bengt Rösiö           | 1990–1992 | Ambassadör | Placerad i Stockholm.                                                                 |
| Carl-Erhard Lindahl   | 1992–2001 | Ambassadör | Placerad i Stockholm.                                                                 |
| Robert Rydberg        | 2001–2003 | Ambassadör | Sidoackrediterad till Bangui, Brazzaville, Libreville, Malabo, N'Djamena och Yaoundé. |
| Magnus Wernstedt      | 2003–2007 | Ambassadör |                                                                                       |
| Helena Gröndahl Rietz | 2007–2008 | Ambassadör |                                                                                       |
| Johan Borgstam        | 2008–2011 | Ambassadör |                                                                                       |
| Mette Sunnergren      | 2011–2013 | Ambassadör |                                                                                       |
| Annika Ben David      | 2013–2016 | Ambassadör |                                                                                       |
| Maria Håkansson       | 2016–2019 | Ambassadör |                                                                                       |
| Henric Råsbrant       | 2019–2024 | Ambassadör |                                                                                       |
| Joakim Vaverka        | 2024–     | Ambassadör |                                                                                       |